# Prostituția în Europa
     Aboliționism - prostituția este legală, dar activități organizate, cum ar fi borderulile și proxenetismul sunt ilegale; prostituția nu este reglementată.
     Neo-aboliționism - e ilegal să cumperi sex și pentru implicarea de terți, legal să cumperi sex
     Decriminalizare - Nu există pedepse pentru prostituție
     Legalizare - prostituția e legală și se supune legilor
     Prohibiție - prostituția e ilegală
     Legalitatea variază în funcție de legile locale

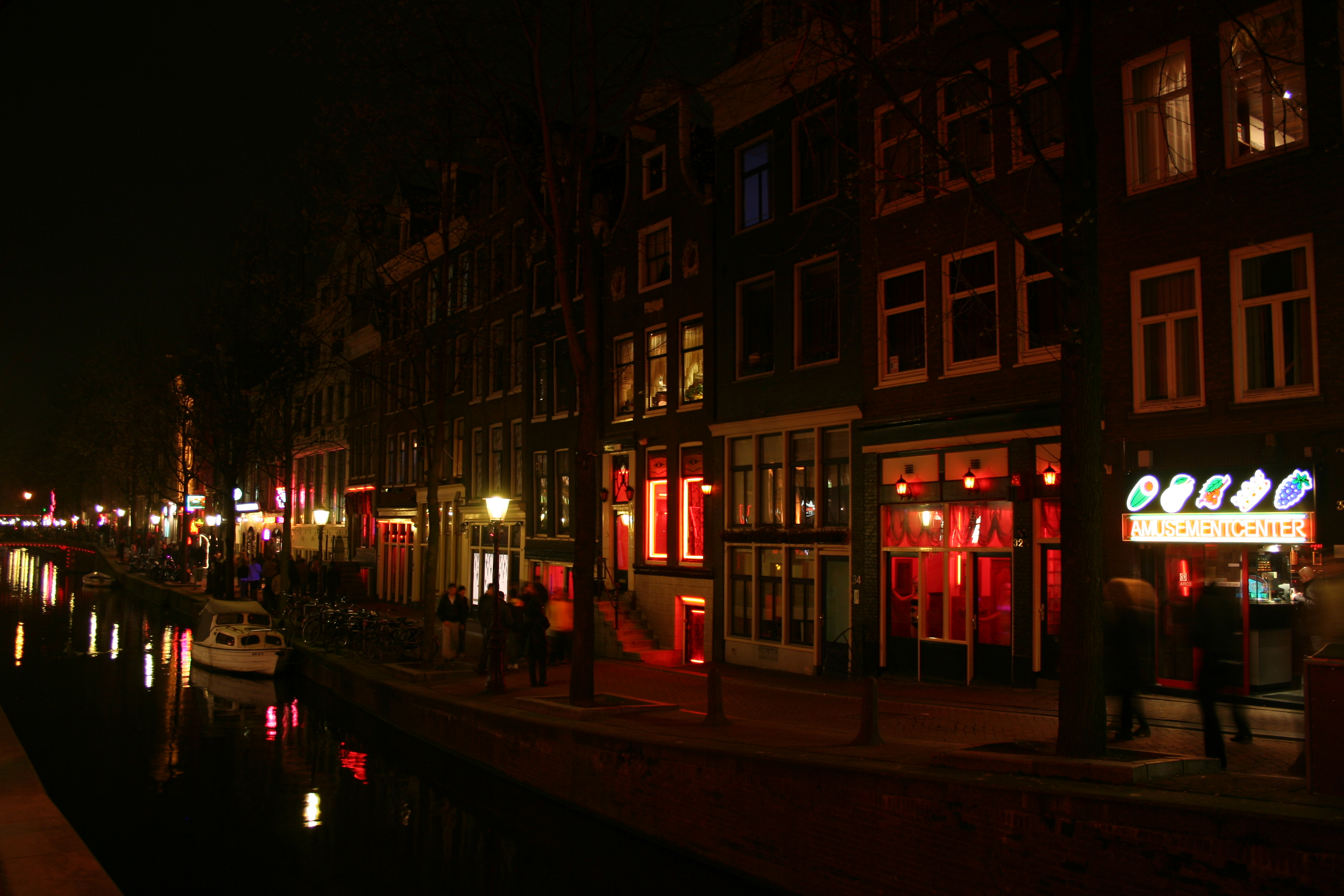
Sectorul „Red light” De Wallen din Amsterdam

Legalitatea prostituției în Europa variază în funcție de țară.

Aboliționism - prostituția este legală, dar activități organizate, cum ar fi borderulile și proxenetismul sunt ilegale; prostituția nu este reglementată.
Neo-aboliționism - e ilegal să cumperi sex și pentru implicarea de terți, legal să cumperi sex
Decriminalizare - Nu există pedepse pentru prostituție
Legalizare - prostituția e legală și se supune legilor
Prohibiție - prostituția e ilegală
Legalitatea variază în funcție de legile locale

Unele țări nu permit acțiunea unui individ de a se anagaja în activități sexuale în schimbul unor sume de bani, în timp ce altele permit prostituția în sine, dar nu și majoritatea formelor de proxenetism (cum ar fi de operarea de bordeluri etc.).
În 10 țări europene (Belgia, Țările de Jos, Germania, Austria, Elveția, Grecia, Turcia, Ungaria, Letonia, Luxemburg), prostituția este legală și reglementată.
De la 1 iunie 2022, Belgia este prima țară europeană să decriminalizeze prostituția.
Punerea în executare a legilor anti-prostituție variază în funcție de țară, de regiune și de oraș. În multe regiuni, există o mare discrepanță între legile scrise și ceea ce de fapt se întâmplă în realitate.

## Tipuri de legalitate

### Prostituția ilegală
- Armenia, Azerbaidjan, Belarus, Georgia, Moldova, Rusia, Ucraina, Lituania, Albania, Andorra, Croația, Gibraltar, Kosovo, Muntenegru, San Marino, Serbia, Liechtenstein, Vatican

### Cumpărarea de sex ilegală
- Islanda, Irlanda, Lituania, Norvegia, Suedia, Vatican, Franța

### Prostituția legală și reglementată
- Ungaria, Letonia, Grecia, Turcia, Austria, Germania, Țările de Jos, Elveția

### Broteluri legale și reglementate
- Grecia, Turcia, Austria, Belgia, Germania, Țările de Jos, Elveția

### Solicitarea legală
- Țările de Jos, Italia (în anumite regiuni), Elveția (în zone speciale)